# Nepiodes ritsemai
Nepiodes ritsemai là một loài bọ cánh cứng trong họ Cerambycidae.